# Mars 1934
Cette page présente les faits marquants du mois de mars 1934.

## Événements
- Konstantin Päts, président de l’Assemblée nationale, met fin à la démocratie en Estonie et instaure une dictature.

- 1er mars : Puyi est proclamé empereur du Manzhouguo sous le nom de règne de Kangde (fin en 1945).

- 2 mars : Congrès de Ksar Hellal : fondation du parti Néo-Destour par Habib Bourguiba en Tunisie.

- 3 mars, France : création du Comité de vigilance des intellectuels antifascistes.

- 4 mars :
  - Delhi[1] : Muhammad Ali Jinnah (1876-1948), partisan de la partition de l’Inde, est élu président de la Ligue musulmane. Certains nationalistes musulmans, comme Abul Ala Maududi (1903-1979), regroupés dans la Jamaat-e-Islami, réclament un Pakistan islamiste. Jinnah et d’autres sont pour un État laïc qui protégerait les minorités religieuses.
  - Espagne : fusion des Juntas de Ofensiva Nacional Sindicalista de Ramiro Ledesma Ramos avec la Phalange créée en 1933 par José Antonio Primo de Rivera, fils du dictateur.

- 5 mars, France : Appel aux travailleurs du Comité de vigilance des intellectuels antifascistes.

- 7 mars : apparition de la Volkswagen.

- 10 mars, France : incendie de l'église Saint-Nicaise de Rouen, connue à cet emplacement depuis le VIIe siècle, reconstruite au XVIe siècle.

- 16 mars : le haut-commissaire en Syrie suspend sine die le Parlement. Tajj al-Din est chargé de former un nouveau gouvernement mais son action est vivement critiquée par les nationalistes. Les manifestations nationalistes se multiplient et sont réprimées par la France (1934-1936).

- 17 mars[2] : protocole de Rome (Italie, Autriche, Hongrie) pour renforcer la position de l’Italie face à l’Allemagne dans les régions danubiennes.

- 24 mars :
  - France : Citroën présente sa première automobile traction avant, la 7 CV, produite en grande série. Elle est remarquable par son fameux moteur flottant, sa carrosserie monocoque et le fait de regrouper la mécanique et la transmission à l'avant, d'où son surnom de « traction-avant ». Cette voiture techniquement révolutionnaire, a été conçue en une seule année par l'équipe de l'ingénieur André Lefebvre, transfuge de chez Renault. Véhicule de légende, voiture officielle de la présidence de la République, elle sera déclinée en une vingtaine de modèles différents et produite pendant 23 ans.
  - La loi Tydings-McDuffie prévoit la création d'un Commonwealth des Philippines et promet l'indépendance après dix ans (4 juillet 1946).

- 27 mars (Palestine) : mort de Musa Kazim al-Husseini. C’est la fin des comités islamo-chrétiens tenant lieu d’exécutif arabe. Des partis politiques se sont créés, reflétant les rivalités des grandes familles arabes : Le Parti de la défense nationale, favorable à la politique de collaboration avec la puissance mandataire et la Transjordanie (décembre); le Parti arabe palestinien (mai 1935), plus arabiste et islamiste, supplantant l’Istiqlal.

- 28 mars, Espagne : pacte d’Alliance ouvrière entre la CNT (anarchiste) et l’Union générale des travailleurs (socialiste).

- 31 mars, Espagne : Mussolini signe un accord secret avec les monarchistes pour l’envoi d’armes et d’argent aux nationalistes en vue du renversement de la république.

## Naissances
- 1er mars : Jean-Michel Folon, peintre belge († 20 octobre 2005).
- 5 mars : Daniel Kahneman, psychologue et économiste israélo-américain († 27 mars 2024).
- 6 mars : Marie-France Garaud, femme politique française, ancien député au Parlement européen, présidente de l'Institut international de géopolitique († 22 mai 2024).
- 9 mars : Youri Gagarine, cosmonaute russe, premier homme dans l'espace († 27 mars 1968).
- 12 mars : Francisco J. Ayala, biologiste de l'évolution et philosophe espagnol et américain († 5 mars 2023).
- 14 mars :
  - Shirley Scott, organiste de jazz américaine († 10 mars 2002).
  - Dionigi Tettamanzi, cardinal italien, archevêque de Milan.
- 16 mars : Ramon John Hnatyshyn, gouverneur général du Canada.
- 18 mars : Charley Pride, chanteur de musique country († 12 décembre 2020).
- 22 mars : Orrin Hatch, homme politique américain et sénateur des États-Unis pour l'Utah de 1977 à 2019 († 23 avril 2022).
- 31 mars :
  - Richard Chamberlain, acteur américain († 29 mars 2025).
  - Grigori Nelioubov, cosmonaute soviétique († 18 février 1966).

## Décès
- 2 mars : John Smith Archibald, architecte.
- 7 mars : John Campbell Hamilton Gordon, gouverneur général du Canada.
- 15 mars : Davidson Black, anthropologue.